# Qeré et ketiv

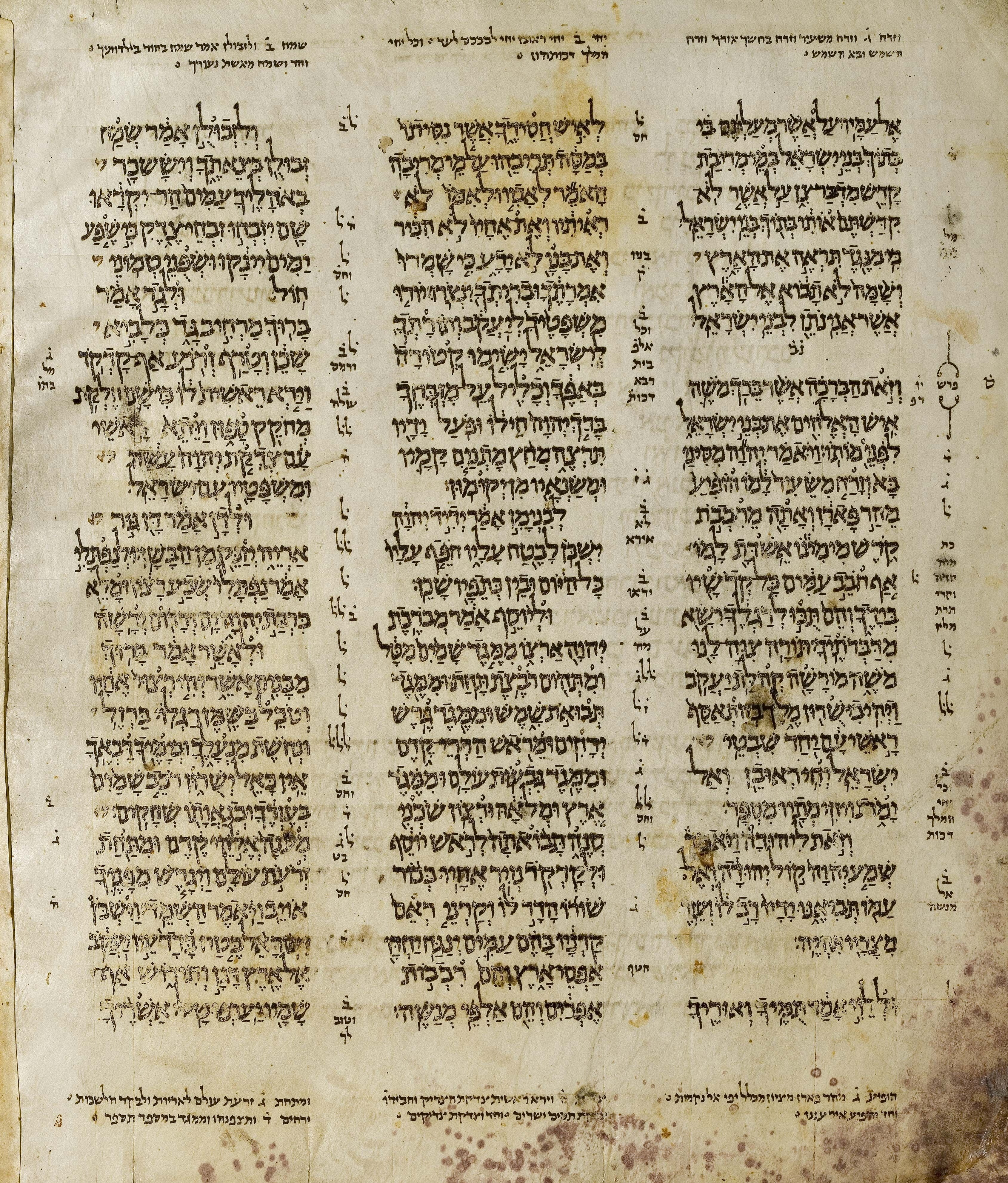
Page du Codex d'Alep (ici : Deutéronome 33), contenant un qere and ketiv dans la 2ème colonne, 5ème ligne, 2ème mot (33:9). Le ketiv est "Beno" - "son fils" בְּנוֹ, tandis que le qere est "banaw" - "ses fils" בָּנָיו.

Le qeré et ketiv, mots tirés des racines trilittères hébraïques QR' (lire) et KTB/V (écrire) dans leur variante araméenne (qere or q're, קְרֵי, "lu"; ketiv, ou ketib, kethib, kethibh, kethiv, כְּתִיב, "écrit") est un système permettant de noter la différence entre ce qui est écrit dans le texte de la Bible hébraïque préservé par la tradition et ce qui doit être lu à voix haute.

## Qeré perpétuel
Certains mot sont toujours porteurs d'un qéré, qu'on appelle un qeré perpétuel. Aucune indication n'est alors portée dans la marge. Le cas le plus évident est le nom de Dieu : יְהוָה (YHWH).

Considéré comme trop sacré pour être invoqué à voix haute, le mot était remplacé par le lecteur par le mot אֲדֹנָי (adonaï) "le Seigneur", et on plaçait les voyelles du mot אֲדֹנָי (YHWH) sous les consonnes יהוה, ce qui a donné lieu ultérieurement la lecture littérale fautive "Jéhovah".

La prononciation originelle du tétragramme YHWH n'est donc pas connue avec certitude. Certaines transcriptions grecques donnent à penser que la prononciation était "Yahwé".